# Auguste Rougemont
Auguste Rougemont, né le 2 avril 1798 à Saint-Aubin et décédé le 9 avril 1867 à Chez-le-Bart, est une personnalité politique suisse, membre du Parti radical-démocratique.

## Biographie
Auguste Rougemont est né le 2 avril 1798 à Rougemont. Il est aubergiste, comme son père Abram-François. Républicain, il soutient à La Béroche la Révolution ratée de 1831 et celle, réussie, de 1848. Entre les deux révolutions, il est nommé justicier de Gorgier (dès 1834) et, jusqu'en 1848, président de la commune de Saint-Aubin. En 1848, il est élu à l'Assemblée constituante, puis, de 1848 à 1862, siège au Grand Conseil neuchâtelois, où il s'intéresse notamment au développement des chemins de fer. De 1851 à 1854, il siège également au Conseil national, la chambre basse du parlement suisse. En 1865, il est nommé juge à la Cour d'appel du canton de Neuchâtel.